# Boelema
Boelema ist ein osttimoresischer Ort im Suco Açumanu (Verwaltungsamt Liquiçá, Gemeinde Liquiçá).

## Geographie
Das Dorf liegt im Norden der Aldeia Caicasaico und gruppiert sich um den Dorfplatz  auf einen Berggipfel, in einer Meereshöhe von 911 m. Der Fluss Caicabaisala im Süden und ein Zufluss im Westen begrenzen den Berg in Tälern 300 Meter tiefer gelegen. Das Tal im Osten liegt nur etwa 150 Meter tiefer. Entlang des Bergrückens führt eine kleine Straße nach Norden in den Suco Dato und nach Süden, über den Caicabaisala, zum Ort Caicasaico auf dem südlich gelegenen Berg. Auf dem Berg im Osten liegt das Dorf Fahate (Suco Darulete).